# Conoclinium
Conoclinium es un género de plantas fanerógamas perteneciente a la familia de las asteráceas. Comprende 46 especies descritas y  solo 4 aceptadas.
Son plantas hierbas perennes, nativas de América del Norte.  Miden entre 0,5 y 2,0 metros de altura, y sus flores son de color azul a púrpura o violeta, y a veces de color blanco.
Las plantas de este género estaban clasificadas en el género Eupatorium, a finales de siglo XX pero la investigación demuestra que están más estrechamente relacionados con otras plantas de la tribu Eupatorieae, como Ageratum.

## Taxonomía
El género fue descrito por Augustin Pyrame de Candolle y publicado en Prodromus Systematis Naturalis Regni Vegetabilis 5: 135. 1836.

## Especies aceptadas
A continuación se brinda un listado de las especies del género Conoclinium aceptadas hasta junio de 2012, ordenadas alfabéticamente. Para cada una se indica el nombre binomial seguido del autor, abreviado según las convenciones y usos.
- Conoclinium betonicifolium (Mill.) R.M.King & H.Rob.
- Conoclinium coelestinum (L.) DC.
- Conoclinium dissectum A.Gray
- Conoclinium mayfieldii T.F.Patt.